# دير محمد (الحديدة)
دير محمد هي إحدى قرى مديرية القناوص، التابعة لمحافظة الحديدة اليمنية، بلغ تعداد سكانها 1345 نسمة حسب الإحصاء الذي أجري عام 2004.